# Muntanyes Boiroses
Les Muntanyes Boiroses són una serralada de la Terra Mitjana, el territori imaginari on es desenvolupa l'univers fictici de J.R.R. Tolkien de la novel·la El Senyor dels Anells. Aquestes muntanyes marquen l'extrem est d'Eríador i l'extrem oest de Rhovànion.

## Descripció
La més gran serralada del nord-oest de la Terra Mitjana feia més de mil milles i s'estenia de nord a sud, bo i separant les regions d'Eríador i Rhovànion. En el seu extrem nord s'unia amb les Muntanyes d'Àngmar i amb les Ered Mithrim. Al sud de Rivendell, a l'alçada de les muntanyes de Mòria, la serralada descrivia una petita corba cap al sud-oest, després de separar un petit braç cap al sud-est, fins a arribar al pas de Ròhan, i en aquell extrem es trobava Nan Curunír i la fortalesa d'Ísengard.
Les muntanyes principals conegudes en les històries són: el mont Gundabad, segons algunes tradicions lloc de naixement de Durin I l'Immortal i els nans barbilongs, i molt de temps després capital dels orcs; el Barazímbar, el Corn de Plata i el Bundushathûr. Aquestes tres últimes són les muntanyes de Mòria. Allà les Muntanyes Boiroses es divideixen i entre els dos braços s'estén la vall profunda i fosca d'Azanulbízar. També hi ha el Methedras, ço és, l'Últim Pic, sobre el qual es va construir Òrthanc, i Dol Baran, el turó on en Pippin mirà el palantir d'en Sàruman.
Tot de rius importants neixen als vessants orientals: el Langwell, una de les principals fonts de l'Ànduin i en les ribes del qual es va construir Framburg. El Rhimdath, que tenia dos afluents. El riu Gladi, que en la seva unió amb l'Ànduin forma els Camps Gladis, on fou emboscada la companyia de l'Ísildur. el Cèlebrant i els seus principals afluents i el riu Nimrodel. El riu Limclar, frontera septentrional del regne ròhirrim. L'Entaigües, les aigües del qual tenien estranys efectes i les feien servir els ents per als seus beuratges. I l'Isen, el riu d'Ísengard, que fou emprat pels ents per inundar la fortalesa d'en Sàruman. I dels seus vessants occidentals els principals rius, les fonts dels quals se situen a les hithaeglir, són el Mitheithel, en què els dúnedain de Rhudaur construïren un pont de pedra per on passaren l'Àragorn i els quatre hòbbits. El Bruinen, el riu de Rivendell. El Sirànnon, el riu que naixia prop de les portes de Mòria del costat oest. I el Glànduin, a les vores del qual va establir-se la ciutat èlfica d'Ost-in-Edhil i el pont de Thàrbad.

## Gúndabad
La gran Muntanya Gúndabad formava part de la serralada de les Muntanyes Boiroses, delimitant, ja al nord, amb el desert de Gel i les Muntanyes Grises. Fou allí on nasqué Durin l'Immortal, el primer pare de la seva gran casa. Més tard aquest viatjaria fins al Fondal del Torrent Bagueny i hi construiria Khazad-dûm. Essent el Mont Gundabad i aquesta última els grans nuclis habitats pel poble de Durin. Va ser conquerida pels orcs, que la van convertir en el seu centre de poder al nord de Moria. L'exèrcit dels orcs i els wargs es va reunir allí abans de marxar cap a Erèbor, on va tenir lloc la batalla dels Cinc Exèrcits.